# Amanda Sampedro
Pour les articles homonymes, voir Sampedro.
Amanda Sampedro Bustos, née le 26 juin 1993 à Madrid, est une footballeuse internationale espagnole. Elle joue habituellement au poste de milieu offensif. Depuis 2007, il fait partie de l'Atlético de Madrid, qui joue en Primera División. Elle a reçu sa formation de footballeuse dans les rangs des jeunes de l'Atlético de Madrid, a fait ses débuts avec l'équipe en 2008 et en est la capitaine depuis 2010.Elle a remporté trois titres de championne et une Copa de la Reina, et est la joueuse qui a disputé le plus de matchs pour le club, avec plus de 400 rencontres.
Elle est internationale de l'équipe nationale senior espagnole, dont elle est l'une des capitaines.Au niveau des jeunes, elle a été championne d'Europe des moins de 17 ans, vice-championne d'Europe des moins de 19 ans et médaillée de bronze à la Coupe du monde des moins de 17 ans. Avec l'équipe nationale senior, elle a remporté une Algarve Cup et une Cyprus Cup.
Elle a été décrite dans le rapport de la Coupe du monde U-17 de Trinité-et-Tobago comme une "joueuse très créative qui cherche l'adversaire ; elle peut distribuer le jeu et possède une grande technique individuelle".

## Biographie
Amanda a commencé à s'intéresser au football en regardant les matchs à la télévision avec son père.  Elle a rejoint l'équipe de son école, Mater Amabilis, lorsqu'elle a vu une affiche recherchant des joueurs de futsal. Elle a commencé à jouer pour l'équipe de son quartier, Mar Abierto, dans une équipe de garçons.Elle a joué dans la première division régionale, étant la seule femme de l'équipe.Son rêve était de jouer pour l'Atlético de Madrid. Il a refusé les offres d'autres clubs et a attendu que l'Atlético l'appelle.
Elle est arrivée à l'Atletico en 2002, et a continué à jouer pour son équipe locale, Mar Abierto, tout en s'entraînant avec l'Atletico Femenino jusqu'à ce que la réglementation l'empêche de jouer avec les garçons. Elle a eu la possibilité de rejoindre l'équipe masculine du Rayo Vallecano, mais son père l'a convaincue de rester à l'Atlético.

### Début de la Première Division
Elle a fait ses débuts dans l'équipe première de l'Atlético de Madrid le 23 septembre 2007 sous la direction de María Vargas. Sampedro avait 14 ans et remplaçait Recarte lors de la troisième journée de championnat contre Irex Puebla ; une journée à laquelle les équipes internationales féminines U19 ne participaient pas. Lors de ce match, ils sont revenus de l'arrière dans les arrêts de jeu pour s'imposer 1-2. Elle a rejoué le jour suivant et plus tard en seconde période, aidant l'équipe à terminer huitième et à se qualifier pour la Copa de la Reina. Son premier but a été marqué le 9 juin 2008 lors de la Copa de la Reina, toujours contre l'Irex Puebla.
Lors de la saison 2009-10, a alterné sa participation à l'équipe première et à l'équipe B. Sampedro a ainsi contribué à ce que l'équipe première atteigne la quatrième place du championnat et que l'équipe réserve se maintienne dans la catégorie. Cette saison-là, elle était l'un des trois finalistes pour le prix Football Draft.
Lors de la saison 2010-11, elle n'a pas fait la pré-saison avec ses coéquipières car elle participait à la Coupe du monde sub U-17 à Trinité-et-Tobago. A son retour, a réintégré l'équipe première. Elle a joué 22 des 26 matchs de Superliga et l'équipe a terminé la saison en cinquième position et a atteint les demi-finales de la Copa de la Reina.
Lors de la saison 2011-12, Antonio Contreras a quitté son poste d'entraîneur du club et Juanjo Carretero a pris en charge l'équipe. À seulement 18 ans, elle a été nommée capitaine de l'équipe. A participé à 33 des 34 matchs de championnat, une compétition dans laquelle le club a terminé sixième, et a marqué 7 buts. A remporté le prix Football Draft pour la première fois.
Lors de la saison 2012-13, elle a été honorée par le club et les supporters pour sa participation au championnat européen des moins de 19 ans. Sampedro a joué les 30 matchs de championnat, avec Juanjo Carretero et l'entraîneur qui l'a remplacé, Jesús Núñez et ils ont terminé la saison de championnat à la troisième place. Elle a de nouveau été honorée par le prix Football Draft, et le club lui a remis le prix de la joueuse la plus régulière de la saison.
Lors de la saison 2013-14, a combiné son travail de footballeur avec celui d'entraîneur des benjamines du club, avec lesquelles a obtenu la sixième place du championnat, le meilleur résultat jamais obtenu dans la catégorie. Cette saison-là, elle a été la meilleure buteuse de l'équipe, marquant 16 buts en 29 matchs. L'Atlético de Madrid a terminé troisième de la Liga et elle a reçu son troisième prix Fútbol Draft.
Lors de la saison 2014-15, Miguel Ángel Sopuerta a pris en charge l'équipe. Le 26 avril 2015, le club s'est qualifié pour la première fois pour la Ligue des champions féminine de l'UEFA26 et a terminé deuxième. Amanda a marqué 9 buts en 27 matches. En Copa de la Reina, l'Atlético a été éliminé en demi-finale par le Sporting Huelva. Cette saison-là, Amanda a entraîné les U18, qui ont terminé troisième de leur championnat.

## Le temps de l'élite
Elle fait ses débuts le 7 octobre 2015 en Ligue des champions contre Zorky Krasnogorsk en 32e de finale, et atteint les huitièmes de finale contre l'Olympique lyonnais qui finit par être champion. En Liga, Sampedro a joué tous les matchs, tant sous Sopuerta que sous son remplaçant, Ángel Villacampa, et a marqué 9 buts. L'équipe a terminé troisième, ce qui signifie qu'elle ne s'est pas qualifiée pour l'édition suivante de la Ligue des champions, mais elle a remporté son premier titre en battant le F.C. Barcelona 3 buts à 2 en finale de la Copa de la Reina. Ses bonnes performances lui ont valu une nomination pour le titre de Joueuse de l'année de l'UEFA31 et le club l'a désignée comme la joueuse la plus régulière.

## Palmarès
Avec l'Atlético de Madrid :
- Championne d'Espagne en 2017, 2018 et 2019
- Vice-championne d'Espagne en 2015
- Vainqueur de la Coupe d'Espagne en 2016
- Finaliste de la Coupe d'Espagne en 2017 et 2018
- Championne de la Supercoupe d'Espagne en 2021

## Statistiques
| Saison                | Club                  | Championnat           | Championnat | Championnat | Coupe(s) nationale(s) | Coupe(s) nationale(s) | Supercoupe | Supercoupe | Compétition(s) continentale(s) | Compétition(s) continentale(s) | Compétition(s) continentale(s) | Total | Total |
| Saison                | Club                  | Division              | M.          | B.          | M.                    | B.                    | M.         | B.         | Comp.                          | M.                             | B.                             | M.    | B.    |
| 2007-2008             | Atlético de Madrid    | Superliga             | 8           | 0           | 4                     | 1                     | -          | -          | -                              | -                              | -                              | 12    | 1     |
| 2008-2009             | Atlético de Madrid    | Superliga             | 22          | 1           | 1                     | 0                     | -          | -          | -                              | -                              | -                              | 23    | 1     |
| 2009-2010             | Atlético de Madrid    | Superliga             | 16+         | 0+          | 2                     | 0                     | -          | -          | -                              | -                              | -                              | 18    | 0     |
| 2010-2011             | Atlético de Madrid    | Superliga             | 22          | 2           | 5                     | 1                     | -          | -          | -                              | -                              | -                              | 27    | 3     |
| 2011-2012             | Atlético de Madrid    | Superliga             | 33          | 7           | -                     | -                     | -          | -          | -                              | -                              | -                              | 33    | 7     |
| 2012-2013             | Atlético de Madrid    | Superliga             | 30          | 8           | 4                     | 0                     | -          | -          | -                              | -                              | -                              | 34    | 8     |
| 2013-2014             | Atlético de Madrid    | Superliga             | 29          | 16          | 2                     | 0                     | -          | -          | -                              | -                              | -                              | 31    | 16    |
| 2014-2015             | Atlético de Madrid    | Superliga             | 27          | 8           | 2                     | 1                     | -          | -          | -                              | -                              | -                              | 29    | 9     |
| 2015-2016             | Atlético de Madrid    | Superliga             | 30          | 9           | 3                     | 0                     | -          | -          | WCL                            | 3                              | 0                              | 36    | 9     |
| 2016-2017             | Atlético de Madrid    | Superliga             | 30          | 8           | 3                     | 1                     | -          | -          | -                              | -                              | -                              | 33    | 9     |
| 2017-2018             | Atlético de Madrid    | Superliga             | 30          | 8           | 4                     | 2                     | -          | -          | WCL                            | 2                              | 0                              | 36    | 10    |
| 2018-2019             | Atlético de Madrid    | Superliga             | 30          | 3           | 4                     | 0                     | -          | -          | WCL                            | 4                              | 0                              | 38    | 3     |
| 2019-2020             | Atlético de Madrid    | Superliga             | 18          | 2           | 1                     | 0                     | 0          | 0          | WCL                            | 4                              | 0                              | 23    | 2     |
| 2020-2021             | Atlético de Madrid    | Superliga             | 31          | 3           | 2                     | 0                     | 2          | 0          | WCL                            | 3                              | 1                              | 38    | 4     |
| 2021-2022             | Atlético de Madrid    | Superliga             | 29          | 4           | 1                     | 0                     | 2          | 0          | -                              | -                              | -                              | 32    | 4     |
| Sous-total            | Sous-total            | Sous-total            | 385         | 79          | 38                    | 6                     | 4          | 0          | -                              | 16                             | 1                              | 443   | 86    |
| 2022-2023             | FC Séville            | Superliga             | 29          | 3           | 1                     | 0                     | -          | -          | -                              | -                              | -                              | 30    | 3     |
| 2023-2024             | FC Séville            | Superliga             | 28          | 2           | 2                     | 0                     | -          | -          | -                              | -                              | -                              | 30    | 2     |
| Sous-total            | Sous-total            | Sous-total            | 57          | 5           | 3                     | 0                     | -          | -          | -                              | -                              | -                              | 60    | 5     |
| Total sur la carrière | Total sur la carrière | Total sur la carrière | 442         | 84          | 41                    | 6                     | 4          | 0          | -                              | 16                             | 1                              | 503   | 91    |

- 3 matchs inconnus en 2009-10 dans le groupe B. (J 8,11,13)

https://www.atleticodemadrid.com/noticias/el-feminas-gana-al-athletic-y-aplaza-la-lucha-por-la-copa-de-la-reina-a-la-ultima-jornada-de-liga-1-0